# Malacocincla abbotti
Malacocincla abbotti е вид птица от семейство Pellorneidae.

## Разпространение
Видът е разпространен в Бангладеш, Бутан, Виетнам, Индия, Индонезия, Камбоджа, Лаос, Малайзия, Мианмар, Непал, Сингапур и Тайланд.